# TAC1
Protahikinin-1 je protein koji je kod ljudi kodiran  genom.
Ovaj gen kodira četiri produkta iz familije tahikininskih peptidnih hormona, supstancu P i neurokinin A, kao i srodne peptide, neuropeptid K i neuropeptid gama. Za ove hormone se smatra da funkcionišu kao neurotransmiteri koji interaguju sa nervnim receptorima i ćelijama glatkih mišića. Za njih je poznato da indukuju promene ponašanja i da dejstvuju kao vazodilatatori. Alternativno splajsovanje eksona 4 i/ili 6 proizvodi četiri poznata produkta.

## Literatura
- Kowall NW; Quigley BJ; Krause JE;  . (1993). „Substance P and substance P receptor histochemistry in human neurodegenerative diseases.”. Regul. Pept. 46 (1-2): 174—85. PMID 7692486. doi:10.1016/0167-0115(93)90028-7.
- Advenier C, Lagente V, Boichot E (1997). „The role of tachykinin receptor antagonists in the prevention of bronchial hyperresponsiveness, airway inflammation and cough.”. Eur. Respir. J. 10 (8): 1892—906. PMID 9272936. doi:10.1183/09031936.97.10081892.
- Rameshwar P; Oh HS; Yook C;  . (2003). „Substance p-fibronectin-cytokine interactions in myeloproliferative disorders with bone marrow fibrosis.”. Acta Haematol. 109 (1): 1—10. PMID 12486316. doi:10.1159/000067268.
- Saito R, Takano Y, Kamiya HO (2003). „Roles of substance P and NK(1) receptor in the brainstem in the development of emesis.”. J. Pharmacol. Sci. 91 (2): 87—94. PMID 12686752. doi:10.1254/jphs.91.87.
- Di Angelantonio S; Giniatullin R; Costa V;  . (2004). „Modulation of neuronal nicotinic receptor function by the neuropeptides CGRP and substance P on autonomic nerve cells.”. Br. J. Pharmacol. 139 (6): 1061—73. PMC 1573932 . PMID 12871824. doi:10.1038/sj.bjp.0705337.
- Bannon MJ; Poosch MS; Haverstick DM;  . (1992). „Preprotachykinin gene expression in the human basal ganglia: characterization of mRNAs and pre-mRNAs produced by alternate RNA splicing.”. Brain Res. Mol. Brain Res. 12 (1-3): 225—31. PMID 1312203. doi:10.1016/0169-328X(92)90088-S.
- McGregor GP, Conlon JM (1991). „Characterization of the C-terminal flanking peptide of human beta-preprotachykinin.”. Peptides. 11 (5): 907—10. PMID 2284201. doi:10.1016/0196-9781(90)90007-R.
- Theodorsson-Norheim E; Jörnvall H; Andersson M;  . (1987). „Isolation and characterization of neurokinin A, neurokinin A(3-10) and neurokinin A(4-10) from a neutral water extract of a metastatic ileal carcinoid tumour.”. Eur. J. Biochem. 166 (3): 693—7. PMID 3038549. doi:10.1111/j.1432-1033.1987.tb13567.x.
- Harmar AJ; Armstrong A; Pascall JC;  . (1986). „cDNA sequence of human beta-preprotachykinin, the common precursor to substance P and neurokinin A.”. FEBS Lett. 208 (1): 67—72. PMID 3770210. doi:10.1016/0014-5793(86)81534-4.
- Bhogal N, Donnelly D, Findlay JB (1994). „The ligand binding site of the neurokinin 2 receptor. Site-directed mutagenesis and identification of neurokinin A binding residues in the human neurokinin 2 receptor.”. J. Biol. Chem. 269 (44): 27269—74. PMID 7961636.
- Maruyama K, Sugano S (1994). „Oligo-capping: a simple method to replace the cap structure of eukaryotic mRNAs with oligoribonucleotides.”. Gene. 138 (1-2): 171—4. PMID 8125298. doi:10.1016/0378-1119(94)90802-8.
- Tian Y, Wu LH, Oxender DL, Chung FZ (1996). „The unpredicted high affinities of a large number of naturally occurring tachykinins for chimeric NK1/NK3 receptors suggest a role for an inhibitory domain in determining receptor specificity.”. J. Biol. Chem. 271 (34): 20250—7. PMID 8702757. doi:10.1074/jbc.271.34.20250.
- Tanabe T; Otani H; Zeng XT;  . (1997). „Inhibitory effects of calcitonin gene-related peptide on substance-P-induced superoxide production in human neutrophils.”. Eur. J. Pharmacol. 314 (1-2): 175—83. PMID 8957234. doi:10.1016/S0014-2999(96)00522-5.
- Suzuki Y; Yoshitomo-Nakagawa K; Maruyama K;  . (1997). „Construction and characterization of a full length-enriched and a 5'-end-enriched cDNA library.”. Gene. 200 (1-2): 149—56. PMID 9373149. doi:10.1016/S0378-1119(97)00411-3.
- Zimmer A; Zimmer AM; Baffi J;  . (1998). „Hypoalgesia in mice with a targeted deletion of the tachykinin 1 gene.”. Proc. Natl. Acad. Sci. U.S.A. 95 (5): 2630—5. PMC 19441 . PMID 9482938. doi:10.1073/pnas.95.5.2630.
- Ho WZ; Lai JP; Zhu XH;  . (1998). „Human monocytes and macrophages express substance P and neurokinin-1 receptor.”. J. Immunol. 159 (11): 5654—60. PMID 9548509.
- Lai JP, Douglas SD, Ho WZ (1998). „Human lymphocytes express substance P and its receptor.”. J. Neuroimmunol. 86 (1): 80—6. PMID 9655475. doi:10.1016/S0165-5728(98)00025-3.